# Lilltjärnen (Gåxsjö socken, Jämtland)
Lilltjärnen är en sjö i Strömsunds kommun i Jämtland och ingår i Indalsälvens huvudavrinningsområde.